# Miquel Piris Obrador
Miquel Piris Obrador és un periodista mallorquí, nascut a Artà el 19 d'octubre del 1968.
El primer mitjà on va tenir oportunitat de fer de periodista va ser "Ràdio experimental de Capdepera". Arran d'aquest contacte, es convertí en un dels impulsors de Ràdio Artà Municipal i va ser el primer a parlar pels seus micròfons abans que fos inaugurada de manera oficial. Col·laborador de la revista Bellpuig des de 1988. A més d'articles d'opinió, publicà la vinyeta còmica Els Gorans amb la dibuixant Caterina Estelrich. Ha col·laborat en diversos diaris com "El diari de Barcelona", "Avui", "Diari de Balears" i "Última Hora".
Va presentar l'acte d'inauguració del nou Teatre d'Artà, retransmès en directe per TVE Balears. També havia realitzat, com a periodista, juntament amb Agustí Torres Domenge de càmera, el vídeo que es va projectar sobre el record de l'antic teatre i les opinions d'alguns personatges anomenat "El Teatre a Artà". També, amb Agustí Torres, ha realitzat el documental Vies de Futur. Fa un repàs a la història del ferrocarril a Mallorca, les causes de la desaparició de determinades línies, els avantatges d'un mitjà de transport públic com és el tren i les mancances que hi ha a Mallorca per garantir una mobilitat més sostenible. Ha format part de la plataforma Mataró, posa't la ràdio.
També ha treballat a TV3, per exemple començà als serveis informatius de cap de setmana amb una beca a través de la Facultat. 6 mesos de pràctiques. Després passà a L'auto, concretament a la secció Autògraf. Llavors va passar un càsting per presentar el De Vacances (1994) i El Trànsit durant diversos estius. Aquell mateix any va ser contractat per copresentar Dret a parlar, programa coproduït per Dco i TV3, on sortia cada divendres a les 21:00h. L'octubre de 2008 començà com a redactor al programa de divulgació científica Què Qui Com al canal 33 els dimecres a les 21:30 com a reporter. El capítol de "Copes, radars i mòbils", amb Miquel Piris i Dani Vallvé, va guanyar el Premi Seguridad Vial Línea Directa. El setembre de 2013, passà al programa informatiu infantil Info-K del Canal Super3.